# Manuel Pfeifer (Fußballspieler)
Manuel Pfeifer (* 10. September 1999 in Hartberg) ist ein österreichischer Fußballspieler, der aktuell beim TSV 1860 München unter Vertrag steht.

## Karriere
Pfeifer begann seine Karriere beim USV Rollsdorf. Im April 2008 wechselte er zum SC St. Ruprecht/Raab. Zur Saison 2012/13 wechselte er zum Grazer AK. Zur Saison 2013/14 wechselte er in die Akademie des SK Sturm Graz. Im März 2016 schloss er sich dem TSV Hartberg an. Ab der Saison 2016/17 kam er dort für die Amateure in der fünftklassigen Oberliga zum Einsatz. Im Juni 2017 debütierte er für die erste Mannschaft der Hartberger in der Regionalliga. Zu Saisonende stieg er mit Hartberg in die 2. Liga auf. Zur Saison 2017/18 rückte er fest in den Profikader auf. In der Saison 2017/18 blieb er ohne Einsatz, ohne ihn stiegen die Hartberger nach nur einer Zweitligasaison in die Bundesliga auf. Auch in der Bundesliga blieb er ohne Einsatz.
Zur Saison 2019/20 wurde er auf Kooperationsbasis an den Regionalligisten SV Allerheiligen verliehen. Bis zum Saisonabbruch kam er zu 15 Regionalligaeinsätzen. Zur Saison 2020/21 kehrte er nicht mehr nach Hartberg zurück, sondern wechselte zu den Amateuren des Zweitligisten SV Lafnitz. Nach zehn Einsätzen für die Amateure debütierte Pfeifer im Mai 2021 für die Profis in der 2. Liga, als er am 27. Spieltag jener Saison gegen den FC Blau-Weiß Linz in der Startelf stand. Insgesamt machte er 35 Zweitligaspiele für Lafnitz.
Im Jänner 2023 kehrte Pfeifer zum Bundesligisten Hartberg zurück, bei dem er einen bis Juni 2025 laufenden Vertrag erhielt. In Hartberg absolvierte er in den folgenden zweieinhalb Jahren 70 Spiele in der Bundesliga. Nach dem Ende seines Vertrags wechselte Pfeifer zur Saison 2025/26 nach Deutschland zu Drittligist TSV 1860 München.